# Фалуџа
Фалуџа (арап. الفلوجة) је град у ирачкој покрајини Анбар, лоциран око 70 km западно од Багдада, на реци Еуфрат. Град је од малог града 1947. године прерастао до популације од 275.128 у 2011.
Од јануара 2014. град био под контролом Исламске Државе. Ирачка војска је 23. маја 2016. започела операцију поновног заузимања града, које је завршено 26. маја.